# لوف يا بانشيز
لوف يا بانشيز هي رواية أطفال صدرت عام 2009 للكاتبة لورين ميراكل. نُشرت الرواية لأول مرة في 1 أكتوبر 2009 بواسطة ايملت بوكس تركز الرواية على الصداقة بين أربع فتيات في المدرسة الابتدائية لهن أسماء متشابهة ذات طابع زهري. تحظى الرواية بشعبية كبيرة بين الفتيات اللائي تتراوح أعمارهن بين 9 و13 عامًا، وهي معروفة بقصتها الأنثوية والمثيرة للاهتمام. تلقت لوف يا بانشير بعض الجدل حول لتضمينها للآباء من نفس الجنس/مثليين، حيث طلبت شركة سكولاستيك من ميراكل إزالة الزوجين وبعض اللغة المرفوضة قبل بيعها في معارض الكتب الخاصة بهم.  قامن ميراكل بإزالة بعض المصطلحات لكنها رفضت استبدال الزوجين المثليين بأخرى من جنسين مختلفين.  تراجعت شركة سكولاستيك لاحقًا عن بيانها قائلة إنها ستعرض الكتاب في معارض الكتب لكنها لن تبيع الكتاب في المعارض التي تقام في المدارس الابتدائية.  

## ملخص الحبكة
الشخصيات الرئيسية - ياسامان (التي تعني "الياسمين" باللغة التركية) وفيوليت وكاتي روز وكاميلا - سُميت كل منها على اسم الزهور وجميعهن يدخلون الصف الخامس.
كاتي روز هي الأصغر بين ثلاثة أشقاء وواحدة من أكثر الفتيات التي لا تحظى بشعبية في صفها. صديقتها الوحيدة هي جارتها ماكس، لكنها تتوق إلى إقامة صداقة مع الفتاة الشهيرة كاميلا "ميلا" سوانسون، التي تعرفها من مخيم بايونير. على الرغم من أن ميلا ترد بالمثل على هذا الاهتمام، إلا أن صديقتها موديسا أمرتها بعدم التسكع مع كاتي روز.
ميلا هي الطفلة الوحيدة لأم مثلية، أبيجيل وجويس. أفضل أصدقائها هما موديسا وكوين القاسيتان والشعبيتان، اللتان غالبًا ما يضغطان على ميلا للانضمام إليهما في التنمر على الآخرين، على الرغم من أن ميلا لا تستمتع بفعل ذلك. الهدف المتكرر للتنمر لموديسا هو عبقرية الكمبيوتر المسلمة اللطيفة ولكن الخرقاء ياسمان. تتعرض شقيقة ياسمان الصغرى نيجار (تُنطق ني جار) للتنمر بسبب قراءة اسمها بشكل مشابه للافتراء العنصري.
فيوليت فتاة خجولة انتقلت مؤخرًا من جورجيا إلى كاليفورنيا مع والدها. تعاني والدتها من اضطراب ثنائي القطب وقد دخلت إلى جناح الطب النفسي مما تسبب لفيوليت بشعور بالوحدة والنبذ. تنضم مؤقتًا إلى جماعة موديسا وتصبح صديقة لميلا.
تصادق ياسمان كاتي روز وتعرفها على موقع التواصل الاجتماعي الذي أنشأته بعنوان BlahBlahSomethingSomething.com مؤقتًا. في هذه الأثناء، تبدأ ميلا في الشعور بالإرهاق من معاملة موديسا العدائية لها وتبدأ في التحدث إلى كاتي روز خلف ظهر موديسا. كاتي روز تعرف ميلا على الموقع.
تفقد ميلا سلحفاة ذات رأس مزركش أطلقت عليها اسم تالي التي تحبها وتحتفظ بها كسحر للحظ السعيد. تجد فيوليت السلحفاة وتخطط لإعادتها سرًا إلى ميلا. أثناء الفصل، قامت بإخفائه في مقعد موديسا، على افتراض أن الأخيرة سوف تجده وتعيده. ومع ذلك، تضع موديسا تالي في حقيبة ظهر كاتي روز لتتهمها بسرقتها مما يؤدي إلى مشاجرة بين كاتي روز وميلا. وعلى الرغم من معرفتها الحقيقة إلا أن فيوليت لا تتدخل.
في النهاية، تخبر فيوليت ميلا بما حدث وتقرران التوقف عن صداقتهما مع موديسا وكوين. تسعى الفتيات الأربع معًا إلى الانتقام من الاثنتين عن طريق وضع الطين في آيس كريم موديسا وتلفيق التهمة لكوين. تنجح خطتهم وينتهي الأمر بموديسا وكوين بالخلاف مع بعضهما البعض وكذلك الوقوع في مشكلة وتوبيخ المعلمين. تكتشف ميلا وفيوليت وكاتي روز ويسمان أن أسماءهن جميعًا تشبه أسماء الزهور ويطلقون على أنفسهم اسم "أصدقاء الزهور إلى الأبد"، والمختصر إلى FFFs. أعادت ياسمن تسمية موقعها الإلكتروني، الذي تستخدمه الفتيات الأربع للتواصل بينهما بانتظام، إلى "LuvYaBunches.com".

## الاستقبال
كان الاستقبال النقدي للرواية إيجابيًا في الغالب،   حيث أعطته مجلة بوكليست مراجعة إيجابية.  قدمت مجلة بابليشرز ويكلي مراجعة مُتَبَايِنة للرواية، قائلين إن لوف يا بانشيز "ترسل شيئًا من رسالة المتباينة حول مقبولية مضايقة الفتيات حيث يُخططن لوضع مقلب ردًا على مكائد موديسا. ومع ذلك، سيجد القراء شخصيات الفتيات مغرية ويجب أن تكون قادرة على التواصل مع صراعاتها وقلقها الداخلي." 

## الروابط الخارجية
- موقع رسمي
- موقع المؤلف